# 하띤랑구르
하띤랑구르(Trachypithecus hatinhensis)는 구세계원숭이의 일종이다. 베트남의 석회암 숲에서 발견되는 멸종 위기종으로, 꽝빈 성에 주로 서식한다. 최근의 연구에 의하면 꽝찌 성에서도 일부 사는 것으로 밝혀졌다. 이름 때문에, 하띤 성에 사는 것으로 잘못 알려져 있다. 현지의 소수 민족인 반 키예우 족은 이 루뚱원숭이를 '꼰 꿍'이라고 부르는 데, 이는 "긴꼬리의 절벽에서 사는 검은 원숭이"라는 뜻이다. 근연종인 프랑수아랑구르 (T. francoisi)와 닮았지만, 흰 뺨-줄 무늬가 목덜미를 타고 귀 뒤로 이어져 있다.
주행성 동물이자 나무 위에서 사는 수목형 랑구르로, 2-15마리씩 집단을 형성하여 생활하는 것이 목격되지만, 때로는 30마리 이상 큰 집단을 이루기도 한다.
종종, 프랑스와랑구르의 아종으로 여겨지기도 하지만, 1995년 브라돈-존스에 의해 완전한 종으로 알려졌으며 2005년 그로브스(Groves)도 이를 따랐다. 그러나 2004년에는 두 종 모두 아종으로 분류되었으며 유전학적 연구는 이 원숭이를 라오스랑구르(T. laotum)의 아종으로 봐야한다고 제안하고 있다.